# Panamerikanische Spiele 2023/Bogenschießen
Bei den Panamerikanischen Spielen 2023 in der chilenischen Hauptstadt Santiago de Chile fanden vom 1. bis 5. November 2023 im Bogenschießen insgesamt zehn Wettbewerbe statt, davon je vier bei den Männern und bei den Frauen sowie zwei gemischte Wettbewerbe. Austragungsort war das Archery Center.

## Bilanz

### Medaillenspiegel
| Platz  | Land               | Gold | Silber | Bronze | Gesamt |
| ------ | ------------------ | ---- | ------ | ------ | ------ |
| 1      | Vereinigte Staaten | 5    | 4      | 1      | 10     |
| 2      | Mexiko             | 2    | 3      | 3      | 8      |
| 3      | Kolumbien          | 1    | 1      | 4      | 6      |
| 4      | El Salvador        | 1    | —      | —      | 1      |
| 4      | Puerto Rico        | 1    | —      | —      | 1      |
| 6      | Brasilien          | —    | 2      | 1      | 3      |
| 7      | Chile              | —    | —      | 1      | 1      |
| Gesamt | Gesamt             | 10   | 10     | 10     | 30     |

### Medaillengewinner
| Disziplin         | Gold                                                                         | Silber                                          | Bronze                                                    |
| ----------------- | ---------------------------------------------------------------------------- | ----------------------------------------------- | --------------------------------------------------------- |
| Recurvebogen      |                                                                              |                                                 |                                                           |
| Männer Einzel     | Jackson Mirich                                                               | Matias Grande                                   | Ricardo Soto                                              |
| Männer Mannschaft | Vereinigte StaatenBrady Ellison Jackson Mirich Jack Williams                 | MexikoCarlos Rojas Matias Grande Caleb Urbina   | BrasilienMarcus D’Almeida Matheus Gomes Matheus Ely       |
| Frauen Einzel     | Alejandra Valencia                                                           | Ana Machado                                     | Casey Kaufhold                                            |
| Frauen Mannschaft | Vereinigte StaatenCatalina Gnoriega Jennifer Mucino-Fernandez Casey Kaufhold | MexikoAída Román Ángela Ruiz Alejandra Valencia | KolumbienAna Maria Rendón Maira Sepulveda Carolina Posada |
| Mixed             | Vereinigte StaatenCasey Kaufhold Brady Ellison                               | BrasilienAna Machado Marcus D’Almeida           | MexikoAlejandra Valencia Matias Grande                    |
| Compoundbogen     |                                                                              |                                                 |                                                           |
| Männer Einzel     | Jean Pizarro                                                                 | Sawyer Sullivan                                 | Jagdeep Singh                                             |
| Männer Mannschaft | El SalvadorRoberto Hernández Douglas Nolasco                                 | Vereinigte StaatenKris Schaff Sawyer Sullivan   | KolumbienSebastián Arenas Jagdeep Singh                   |
| Frauen Einzel     | Dafne Quintero                                                               | Alexis Ruiz                                     | Alejandra Usquiano                                        |
| Frauen Mannschaft | Vereinigte StaatenOlivia Dean Alexis Ruiz                                    | KolumbienSara López Alejandra Usquiano          | MexikoAndrea Becerra Dafne Quintero                       |
| Mixed             | KolumbienSara López Jagdeep Singh                                            | Vereinigte StaatenKris Schaff Alexis Ruiz       | MexikoSebastian Garcia Dafne Quintero                     |